# Clinopodium chandleri
Clinopodium chandleri — вид квіткових рослин з родини глухокропивових (Lamiaceae).

## Біоморфологічна характеристика
Це кущик до 46 см заввишки. Колір квітки: білий, пурпуровий. Час цвітіння: березень, квітень, травень, червень, липень. Горішки блискучі темно-коричневі. Вид поширює тонкі гілки від здерев'янілої основи стебла. Зубчасте або хвилясте листя має довжину і ширину до 1.5 сантиметрів, запушені пластини розташовані на коротких ніжках. Зелень залозиста й ароматична. Квітки виникають у пазухах листків. Віночок від білого до лавандового і довжиною менше сантиметра, з трубчастим горлом.

## Поширення
Ендемік півдня Каліфорнії (США) й Нижньої Каліфорнії (Мексика).
Населяє скелясті схили, чапараль.

## Загрози
Цьому виду загрожує житлова забудова, пішохідний рух (зокрема через витоптування біля стежок), сільське господарство та рекреаційна діяльність.